# Phyllogomphus occidentalis
Phyllogomphus occidentalis – gatunek ważki z rodziny gadziogłówkowatych (Gomphidae).